# Неофит Бозвелиево
Неофит Бозвелиево е село в Южна България. То се намира в община Момчилград, област Кърджали.

## География
Селото е разположено на 20 км от град Момчилград.

## История
Старото име на Неофит Бозвелиево е Алфатлъ.

## Население
Численост и дял на етническите групи според преброяването на населението през 2011 г.:
|                     | Численост | Дял (в %) |
| Общо                | 334       | 100,00    |
| Българи             | 0         | 0,00      |
| Турци               | 333       | 99,70     |
| Цигани              | 0         | 0,00      |
| Други               | 0         | 0,00      |
| Не се самоопределят | 0         | 0,00      |
| Неотговорили        | 0         | 0,00      |

## Културни и природни забележителности
В областта на селото се намират скални ниши (трапецовидни, издълбани от човешка ръка образувания в меката скала). Те са издълбани в скала висока 8 м., намираща се на 100 м. южно над селото. Те са 11 на брой разположени в два реда. Долният ред е на 2 м от земята и позволява да се извърши наблюдение за начина на издълбаването им. То е ставало с желязно длето, което е оставило ивици във вертикална посока с лек наклон в долната част наляво.

## Други
Тук е роден писателят Осман Азизов.